# Karl Kinzl (Politiker, 1878)
Karl Kinzl (* 12. Jänner 1878 in Sankt Pantaleon, Oberösterreich; † 2. Dezember 1949 ebenda) war ein österreichischer Landwirt und Politiker (CS).
Kinzl war in verschiedenen bäuerlichen Organisationen aktiv tätig (Raiffeisenkasse, Drusch- und Wassergenossenschaften) und war auch Gründungsmitglied des OÖ. Bauernbundes und zwischen 1926 und 1931 auch dessen Vorstandsmitglied. Im kommunalen Bereich wirkte er von 1908 bis 1925 als Mitglied des Gemeindeausschusses. In der Landespolitik vertrat er zwischen 1925 und 1934 die Christlichsoziale Partei im Oberösterreichischen Landtag.